# 사랑 (1957년 영화)
"사랑"은 한국에서 제작된 이강천 감독의 1957년 드라마, 멜로/로맨스 영화이다. 김진규 등이 주연으로 출연하였다.

## 출연

### 주연
- 김진규
- 김현주
- 주증녀
- 황정순

## 기타
- 원작자: 이광수
- 조명: 이한찬
- 녹음: 이경순
- 미술: 강성범